# Lutiše
Lutiše (in ungherese Lótos) è un comune della Slovacchia facente parte del distretto di Žilina, nella regione omonima.